# باد لاوزيك
باد لواسيك (بالألمانية: Bad Lausick) هي بلدة ألمانية تقع في ألمانيا في ساكسونيا.  يقدر عدد سكانها بـ 8,901 نسمة .

## معرض صور

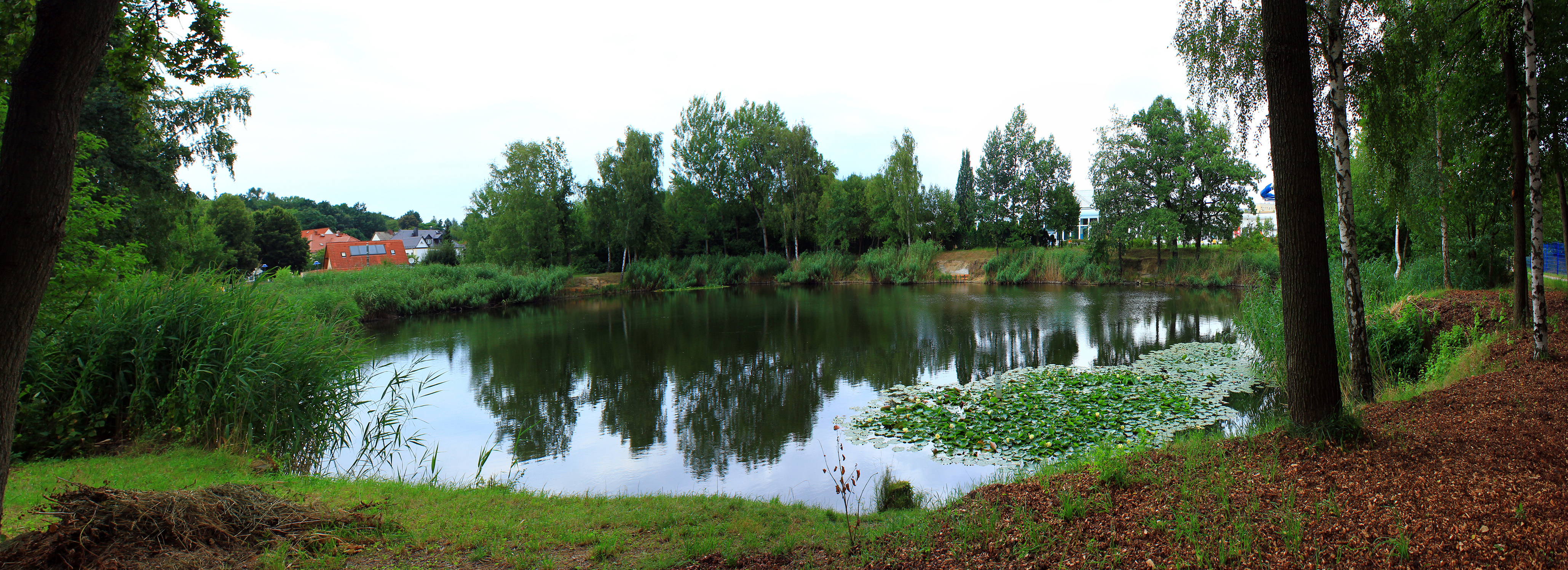
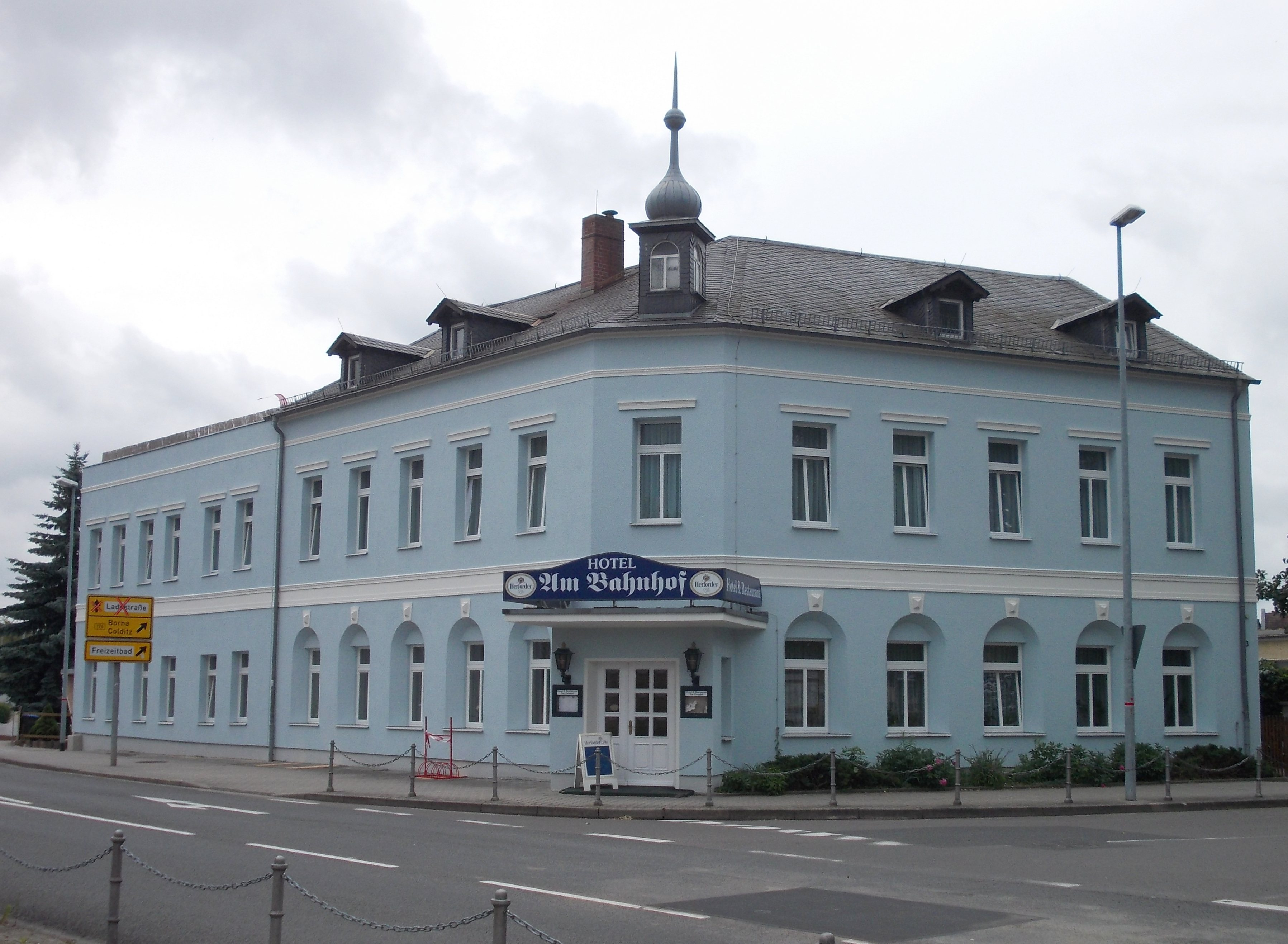
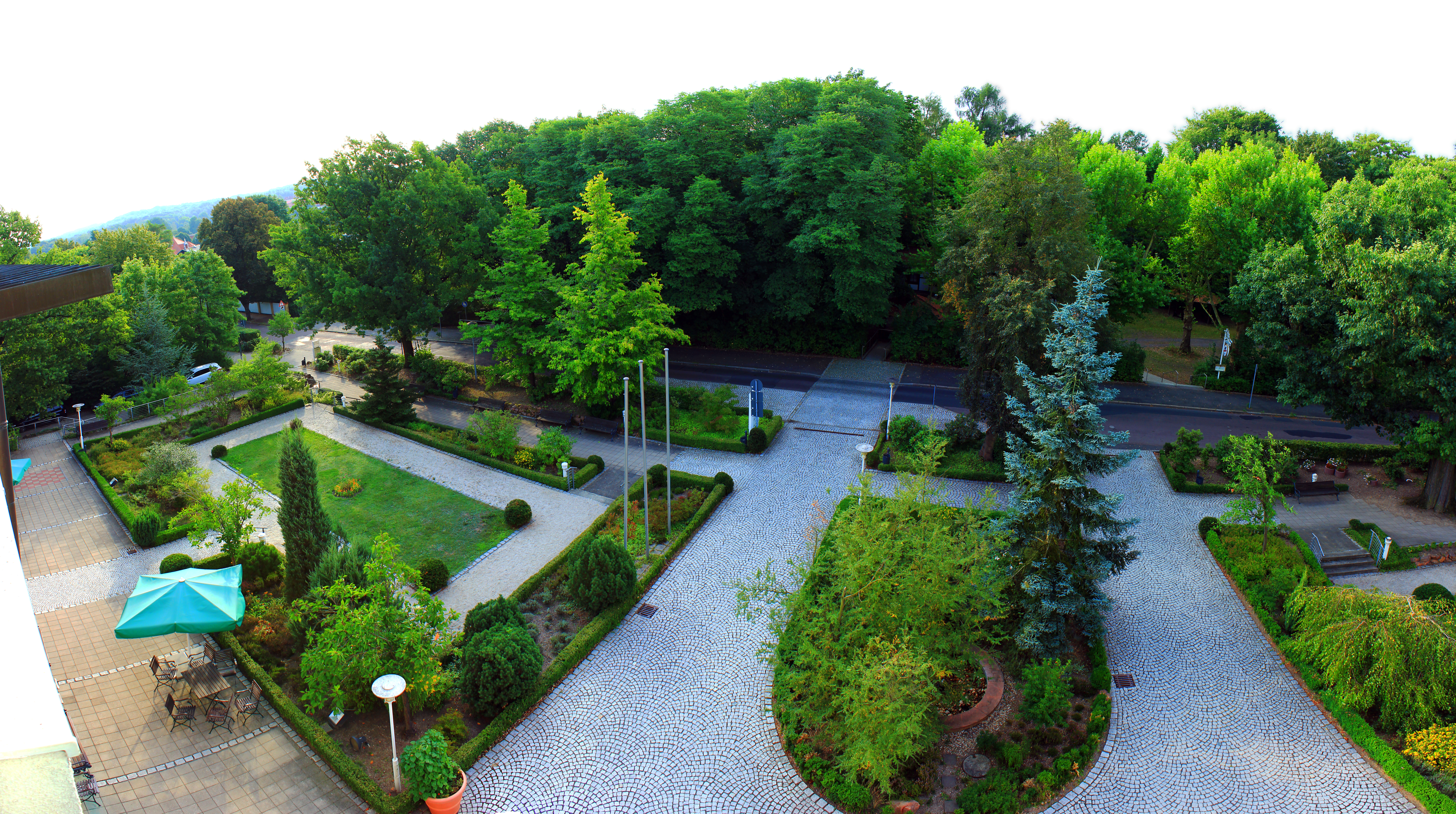
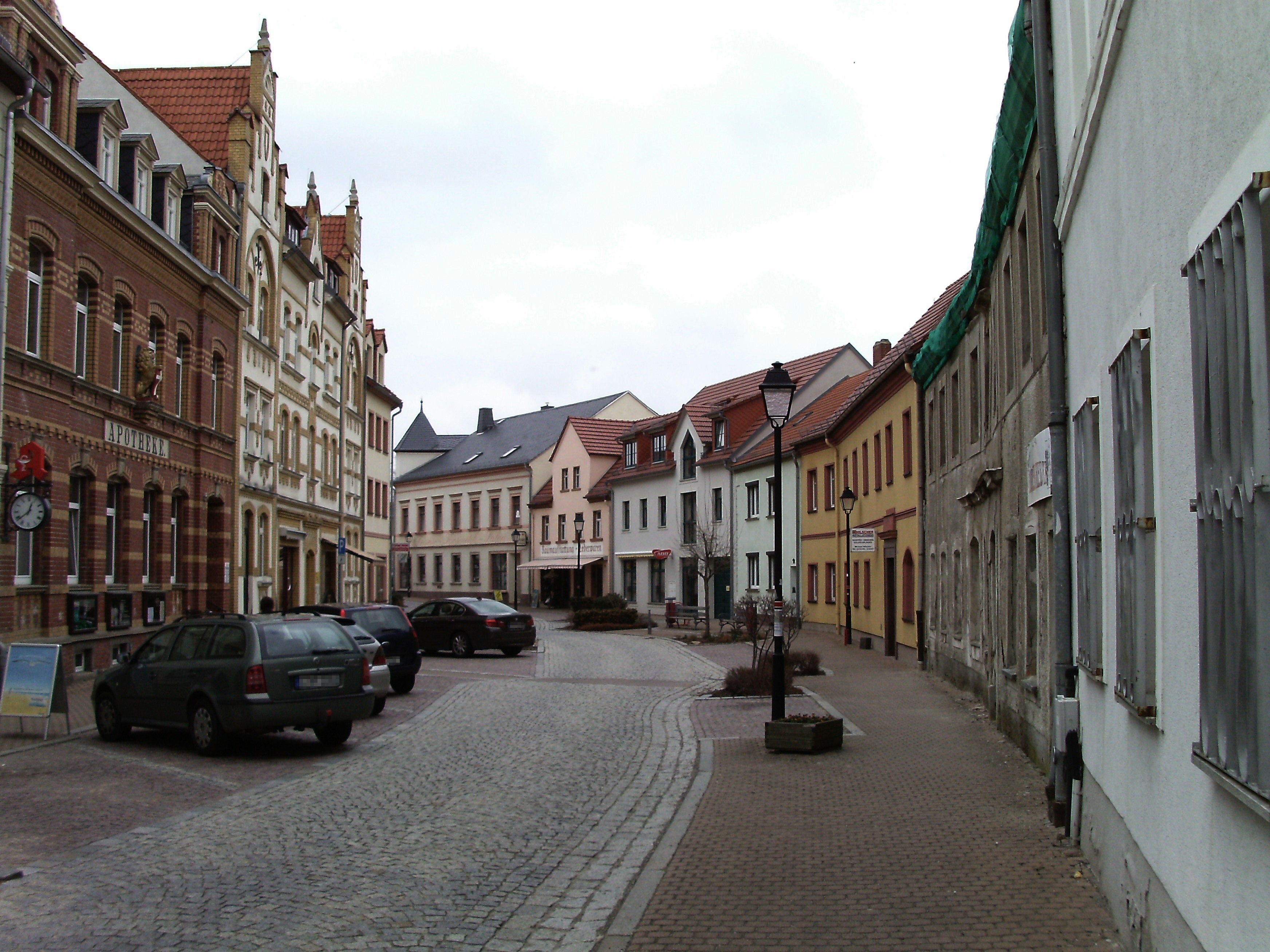
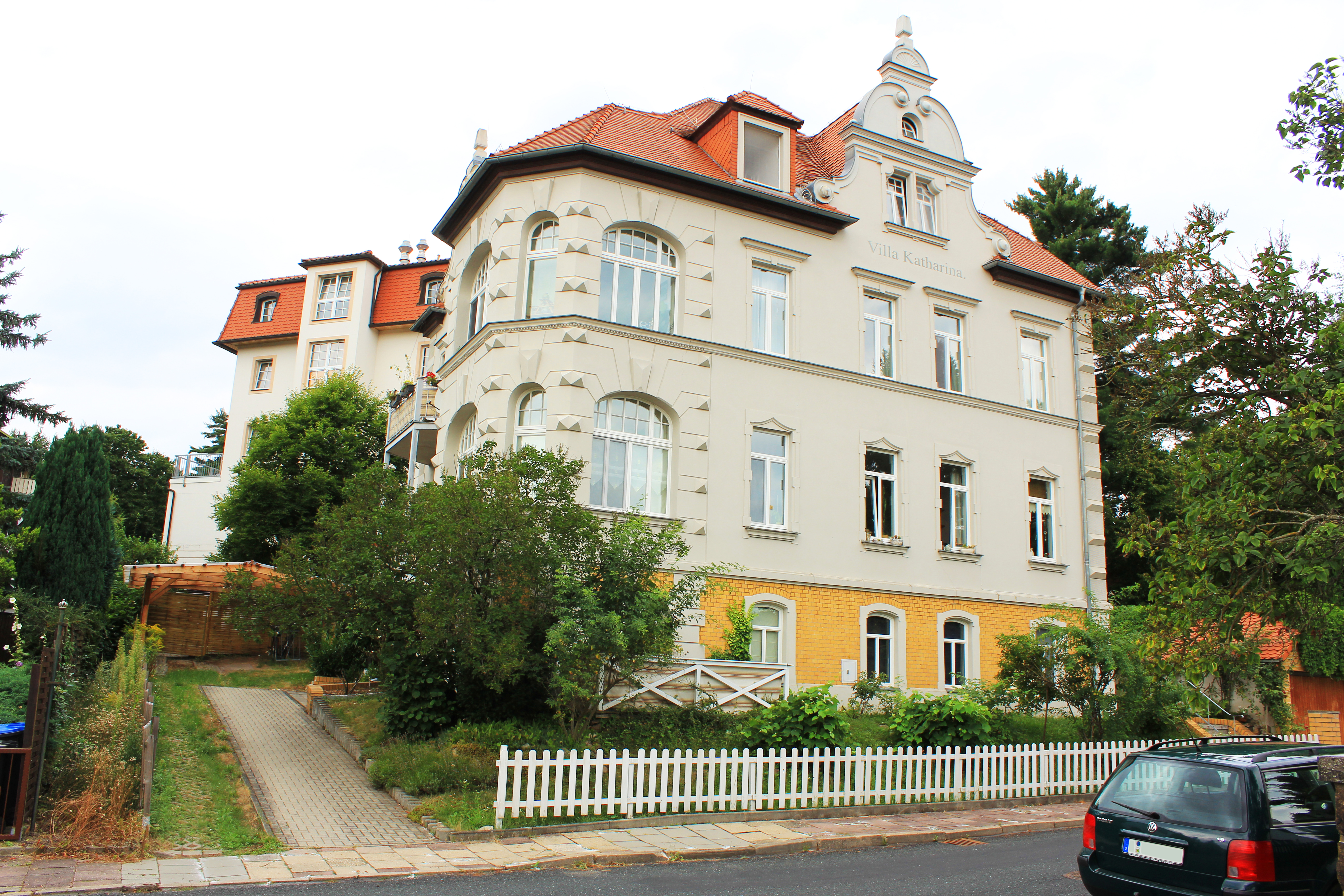

## أعلام
- هربرت ألبرت